# Züco

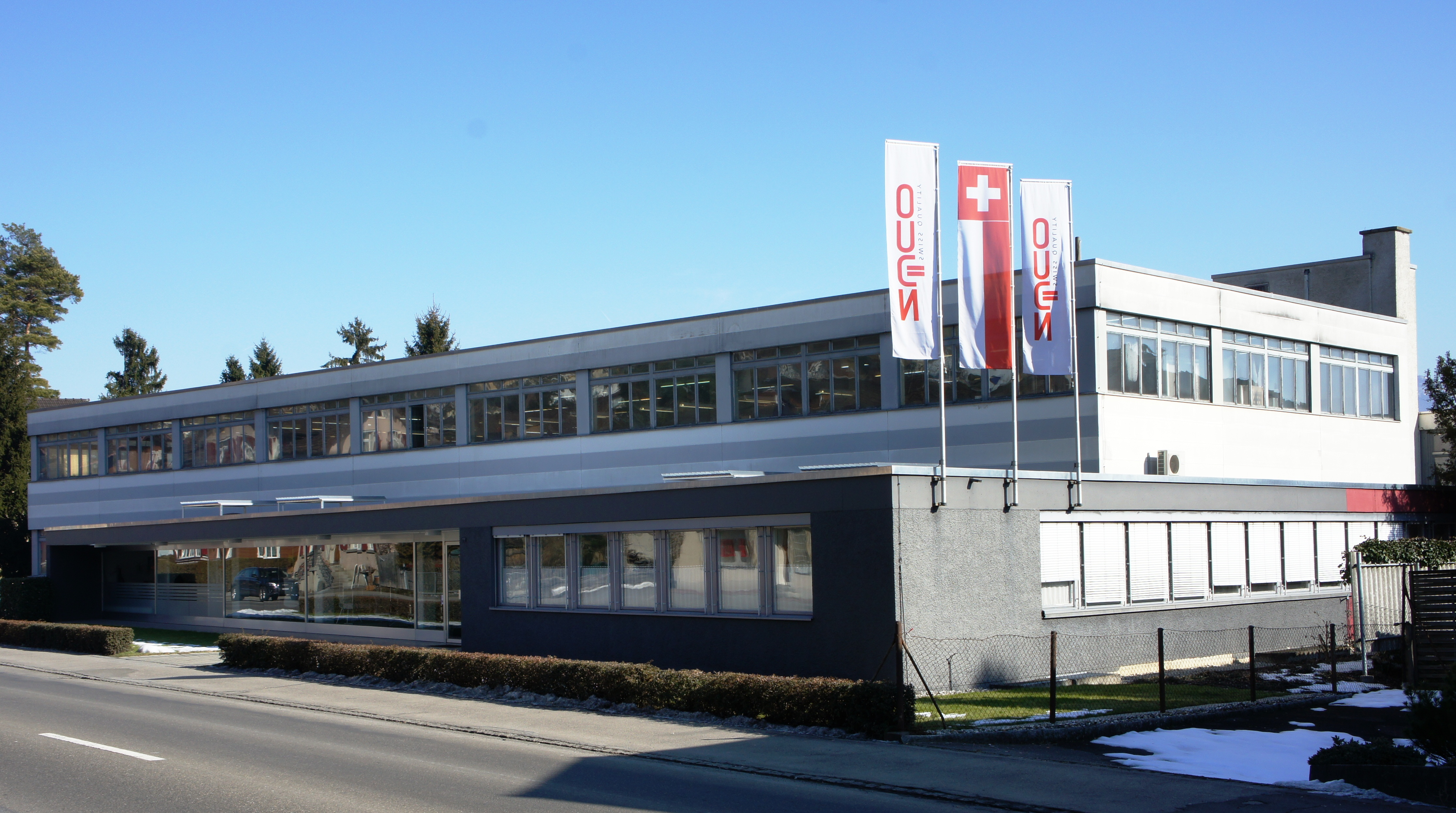
Der frühere Hauptsitz der Firma Züco in Rebstein

Die Züco AG ist ein 1921 in der Schweiz gegründeter Möbelanbieter und eine 100-prozentige Tochtergesellschaft der deutschen Dauphin-Gruppe.

## Geschichte
Der Ursprung der Firma Züco wurde 1921 von Karl Zünd gelegt, als dieser sich im selben Jahr selbständig machte. In den Anfangsjahren produzierte der Betrieb Pferdesättel, Polstermöbel, Bett-, Lederwaren und Sportartikel. Nach wenigen Jahren war die Firma mit 10 Mitarbeitern einer der größten Betriebe in Rebstein.
1951 kam es zu einem Generationenwechsel. Karl Zünd, der Firmengründer, führte seinen Betrieb weiter, von dem heute noch der Bettenbereich existiert. Seine Söhne Karl und Ludwig Zünd übernahmen den Polstermöbelbereich und gründeten eine eigene Firma mit dem Namen Karl Zünd & Co.
1957 wurde der Name Züco eingeführt. 1959 entstand eine zweite Produktionsstätte in Hohenems, um auch den österreichischen Markt bedienen zu können. In den 1960er Jahren wuchs das Unternehmen auf 250 Mitarbeiter an. In dieser Zeit wurde das Produktsortiment um Möbel für den Hotel-Lobby Bereich erweitert.
In den 1980er Jahren wurde mit Bürostühlen mehr Umsatz erzielt als mit dem restlichen Sortiment. So kam es, dass Karl und Ludwig Zünd, beide dem Pensionsalter nahe, ihre Firma an den Büromöbelhersteller Lista verkauften. 1998 erhielt die Marke Züco mit der Dauphin-Gruppe eine neue Eigentümerin.
2020 wurde die Polsterfertigung in die Dauphin-eigene Firma Artifex eingegliedert und 2021 die Endmontage der Züco-Dreh- und Besucherstühle an den Hauptsitz der Dauphin-Gruppe im mittelfränkischen Offenhausen verlagert. In diesem Zuge wurde der Sitz der Züco Bürositzmöbel AG von Rebstein nach St. Gallen verlegt, wo sich heute auch ein 800 Quadratmeter großer Showroom befindet.
Die Züco Bürositzmöbel AG agiert als Vertriebsgesellschaft für den Schweizer Markt.